# 차균희
차균희(車均禧, 1922년 5월 13일 ~ 2018년 1월 27일)는 대한민국의 정치인 겸 기업가이며 대학 교수 및 저술가이다

## 생애

### 본관과 출생
본관(관향)은 연안(延安)이며 평안북도 의주 출생이다.

### 학력
- 일본 도쿄 제국대학교 농학과 학사
- 미국 위스콘신 주립대학교 매디슨 교 대학원 경제학과 경제학 석사·경제학 박사

### 주요 경력
- 1956년 서울대학교 교수(1960년 퇴임).
- 1956년 한미합동경제위원회 사무국 국장(1959년 퇴임).
- 1959년 부흥부 지역사회개발위원회 간사장(1960년 이임).
- 1960년 부흥부 기획국 국장(1962년 이임).
- 1962년 제2대 경제기획원 차관(1963년 퇴임).
- 1963년 고려대학교 초빙교수 겸 경제과학심의위원회 위원(1964년 퇴임).
- 1964년 제21대 농림부 장관(1966년 퇴임).
- 1966년 경제과학심의위원회 상임위원(1967년 퇴임).
- 1967년 한국농어촌개발공사 사장
- 1969년 한국포장기술협회 회장(1970년 퇴임).
- 1970년 한국농어촌개발공사 총재(1977년 퇴임).
- 1977년 대한야생동물보호협회 회장(1987년 퇴임).
- 1981년 정식품 고문 겸 감사(1985년 퇴임).
- 1985년 자연보호중앙협의회 이사장(1991년 퇴임).
- 1991년 정식품 감사(1997년 이임).
- 1997년 정식품 명예자문위원(1998년 이임).
- 1998년 정식품 고문(2001년 퇴임).